# Segellatte

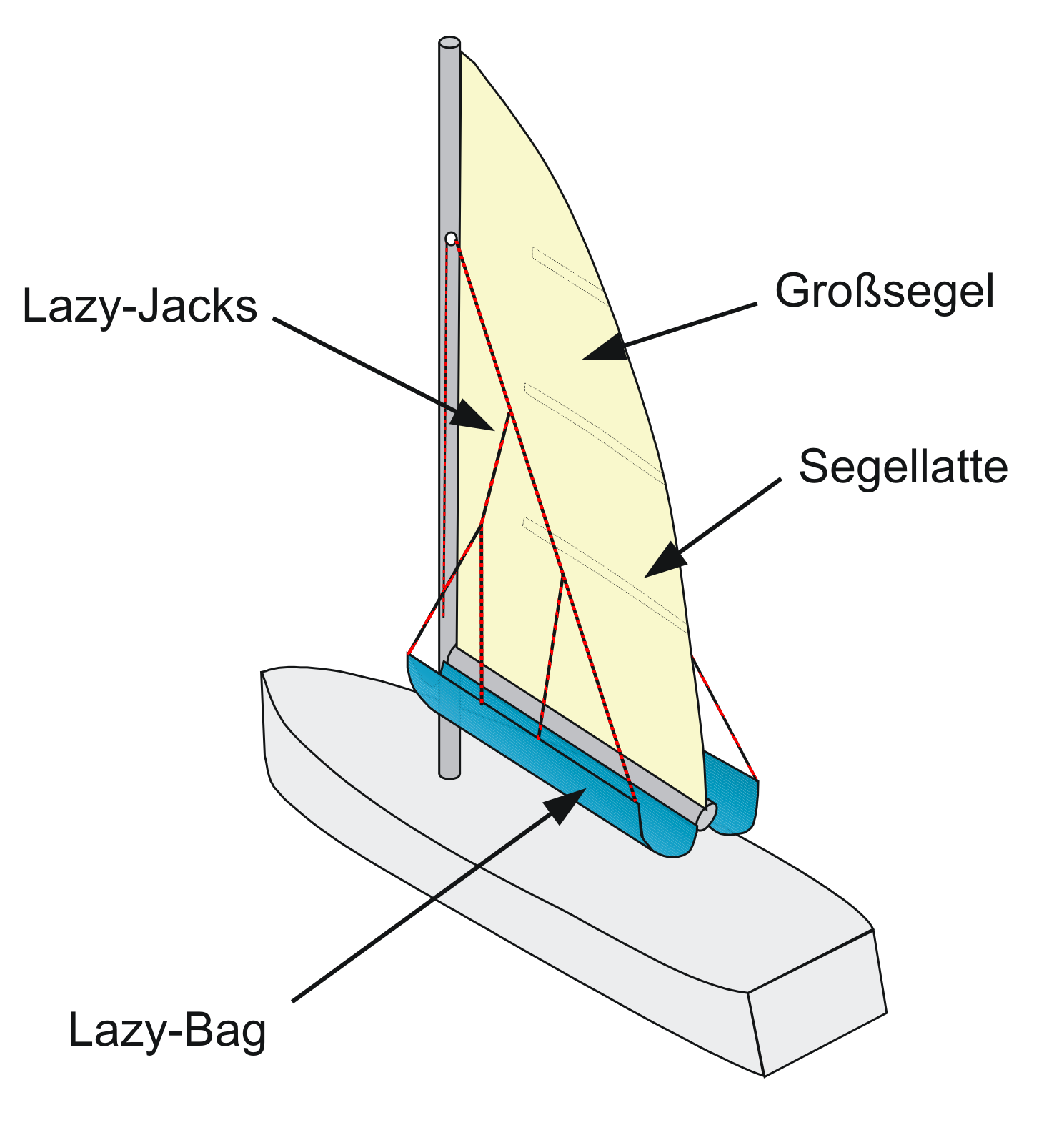
Segellatten um ein Großsegel

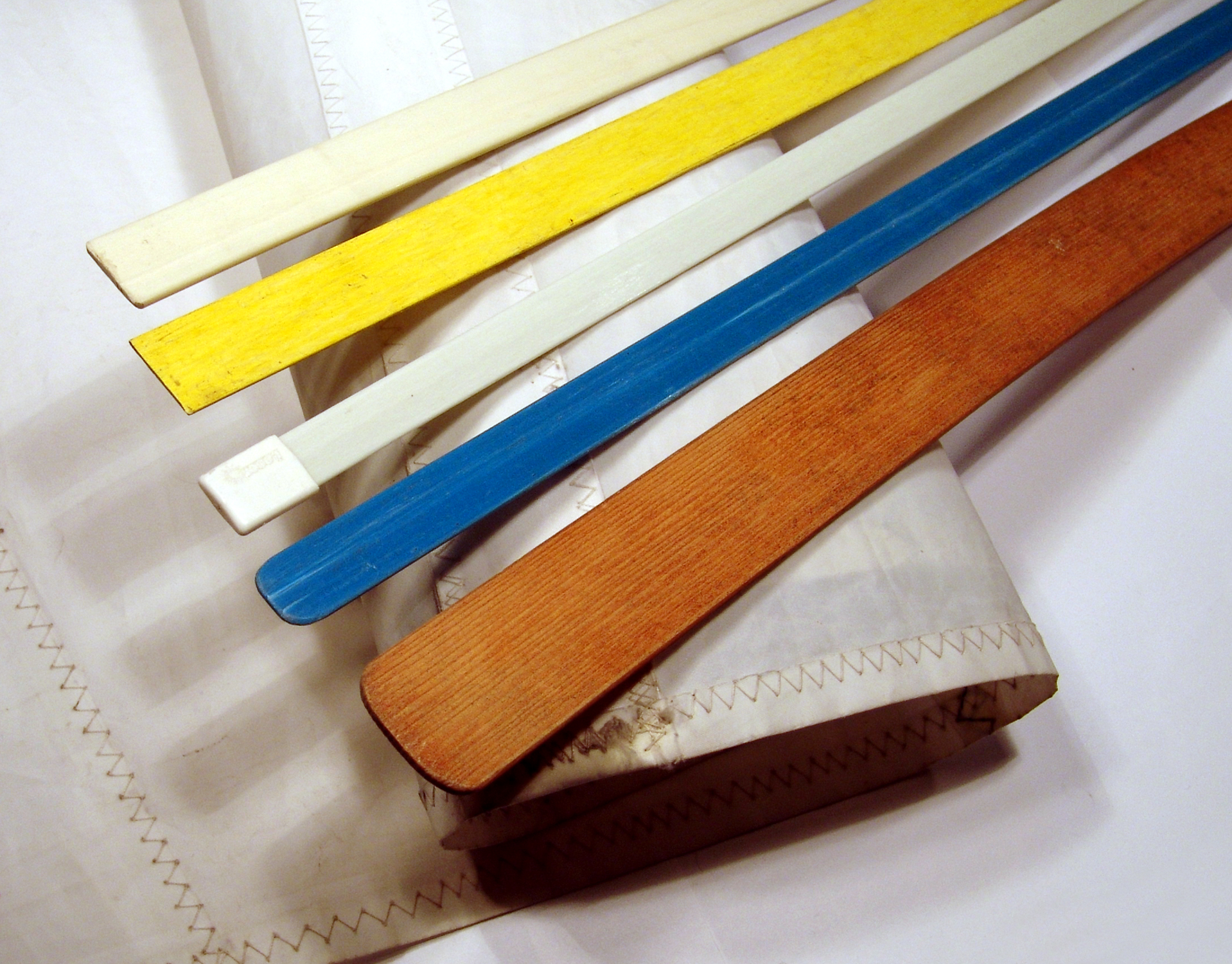
Verschiedene Segellatten (Mitte z. B. Laser Standard)

Segellatten sind Holz- oder  Kunststoffleisten, die in meist horizontale Taschen am Segel, meistens Großsegel, seltener Vorsegel oder Fock, eingesteckt werden, um die Form des Segels zu optimieren und über die Dreiecksform hinaus zu vergrößern.
Man unterscheidet kurze Segellatten, die lediglich das Achterliek des Segels stabilisieren, und bis zum Mast durchgehende Segellatten, die insbesondere bei Großsegeln von Katamaranen, Regattaschiffen, Dschunken, und Surfsegeln bei vorgegebener Mast- und Baumlänge das Achterliek ausstellen und damit die Segelfläche vergrößern. Somit kann mehr und effektiver Segelfläche genutzt werden. Einschränkung der Ausstellung ergeben sich meist durch das Achterstag. Deswegen besitzen einige Regattaschiffe kein Achterstag, sondern nur Backstage, um das Großsegel maximal ausstellen zu können. Häufig werden dabei profilierte Segellatten eingesetzt, die sich vorne leichter biegen als hinten, um ein optimales Segelprofil zu ermöglichen.
Einschränkungen für Segellatten ergeben sich insbesondere durch Rollreffanlagen. Deswegen gibt es Konstruktionen mit vertikalen Segellatten, um einen Kompromiss zwischen Einrollbarkeit und Stabilisierung des Achterlieks zu erreichen. Es gibt auch neuerdings sogenannte Rolllatten aus Federstahl, die sich um die Rollanlage wickeln lassen. Dadurch sind triradiale Segelschnitte und moderne Designs möglich.